# Antipathes americana
Antipathes americana är en korallart som beskrevs av Duchassaing och Giovanni Michelotti 1860. Antipathes americana ingår i släktet Antipathes och familjen Antipathidae. Inga underarter finns listade i Catalogue of Life.